# Rosenlaui

Historisches Luftbild von Werner Friedli von 1954

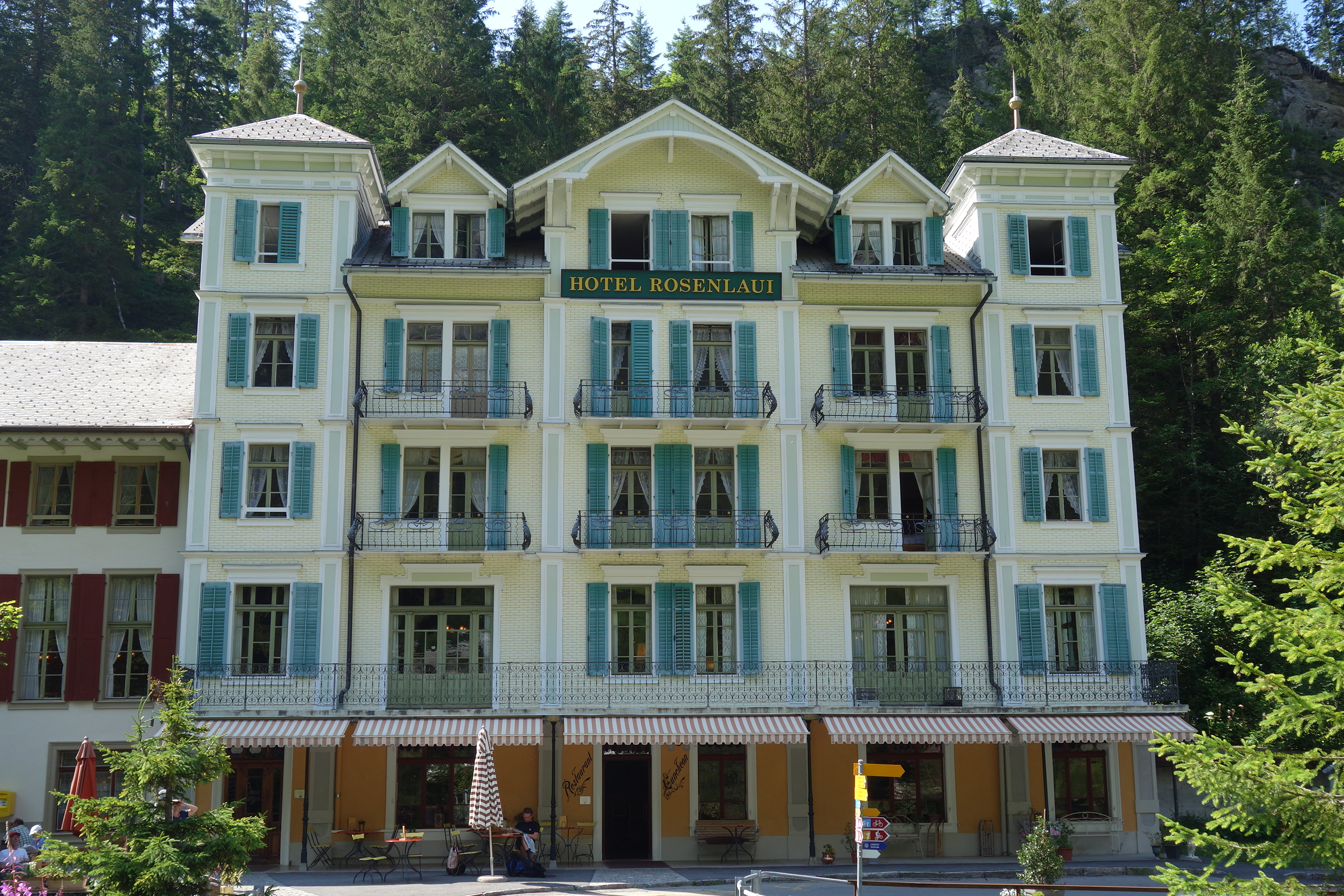
Hotel «Rosenlaui» (2018)

Rosenlaui heisst eine kleine Ortschaft und Passstation im Reichenbachtal auf dem Gebiet der Gemeinde Schattenhalb im Berner Oberland. Sie liegt auf 1328 m ü. M. unterhalb des Rosenlauigletschers.

## Geographie
Rosenlaui liegt in der Mitte des Rosenlauitals, an der Passstrasse über die Grosse Scheidegg und ist die vorletzte bewohnte Ortschaft. Die letzte ist die Schwarzwaldalp. Rosenlaui gilt als die kleinste Ortschaft der Schweiz und erinnert mit ihrem historischen Hotel an die Gründerzeiten des Tourismus in der Schweiz.

## Geschichte
Der spätmittelalterlich-frühneuzeitliche Saum- und Passweg über die Grosse Scheidegg ermöglichte der Vieh- und Milchwirtschaft der Lütschinentäler den Anschluss an die Exportroute über den Grimselpass nach Italien. In der Rosenlaui wird die private Rosenlauialp bewirtschaftet.
Ende des 18. Jahrhunderts wurden am Saumweg erste Gasthäuser eröffnet, die dank Reiseberichten, Gemälden und Stichen zu Weltruf kamen. Schriftsteller und Gelehrte wie Karl Viktor von Bonstetten, Jakob Samuel Wyttenbach und Johann Wolfgang von Goethe entdeckten und beschrieben die Naturschönheiten des Reichenbachtals mit der Schneebergekulisse, dem Rosenlauigletscher und der Rosenlauischlucht. Mit dem einsetzenden Tourismus wurde ein Besuch der Täler «im Grindelwald» zum festen Bestandteil einer sogenannten «Schweizerreise».
1788 erhielt der Senn Andreas von Bergen für die von ihm 1771 entdeckte Schwefelquelle eine Konzession für einen Badebetrieb. Das Rosenlauibad entwickelte sich im 19. Jahrhundert zum Belle-Époque-Kurhaus und zur Touristenherberge. Nach dem Brand der Gastwirtschaft wurde 1862 das Kurhaus Rosenlaui erstellt, später erweitert und 1904 mit dem Hotel im Jugendstil ergänzt. Das Wasserkraftwerk Rosenlaui, das Hotel und Rosenlauischlucht mit Strom versorgt, stammt von 1898. 1912 zerstörte ein Erdrutsch die Quellfassung. Das Rosenlauibad ist seit Anfang des 20. Jahrhunderts durch eine Fahrstrasse mit dem Haslital verbunden.
Rosenlaui kam 1946 weltweit in die Schlagzeilen, als von dort die Rettungsmannschaften zu der gegen den Gauligletscher geflogenen amerikanischen Douglas DC-3 aufbrachen.
1966 wurde eine Postautostrecke bis auf die Passhöhe eröffnet, und seit 1979 ist sie durchgehend von Grindelwald bis Meiringen.
Die Herkunft des Namens Rosenlaui wird aus dem altdeutschen «ross», für reissend und dem Haslideutschen «laui», für Lawine hergeleitet und bedeutet reissende Lawine.

## Tourismus und Alpinismus
Rosenlaui wurde zum Ausgangspunkt für Wanderungen, Hochgebirgs- und Klettertouren (Engelhörner) und zu einem Ausbildungszentrum für zivile und militärische Gletscher-, Hochgebirgs- und Kletterausbildung. Es ist Ausgangsort für die Zustiege zur hochalpinen Dossenhütte mit Übergängen zu der Gauli- und Glecksteinhütte, der Engelhornhütte (1901 m ü. M.) im Klettergebiet der Engelhörner, der Brochhütte (1499 m ü. M.) für Wander- und Skitouren und dem Naturfreundehaus Reutsperre (1272 m ü. M.).

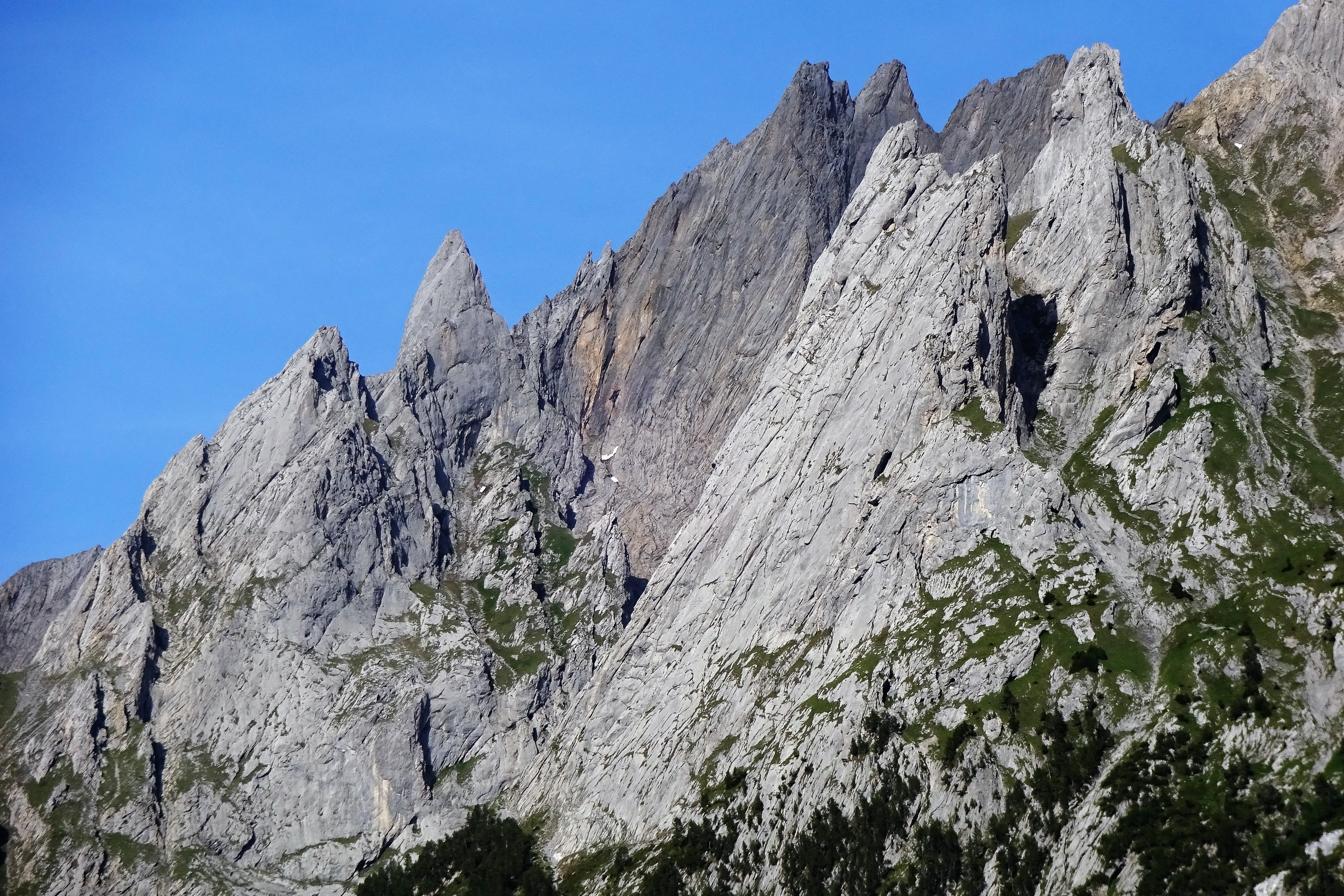
Engelhörner im Ochsental : Simelistöcke (Klein & Gross Simelistock), Engelhörner-Mittelgruppe (Vorderspitze, Gertrudspitze, Ulrichspitze) & Engelhörner-Westgruppe (Tannenspitze, Rosenlauistock, Sattelspitzen)

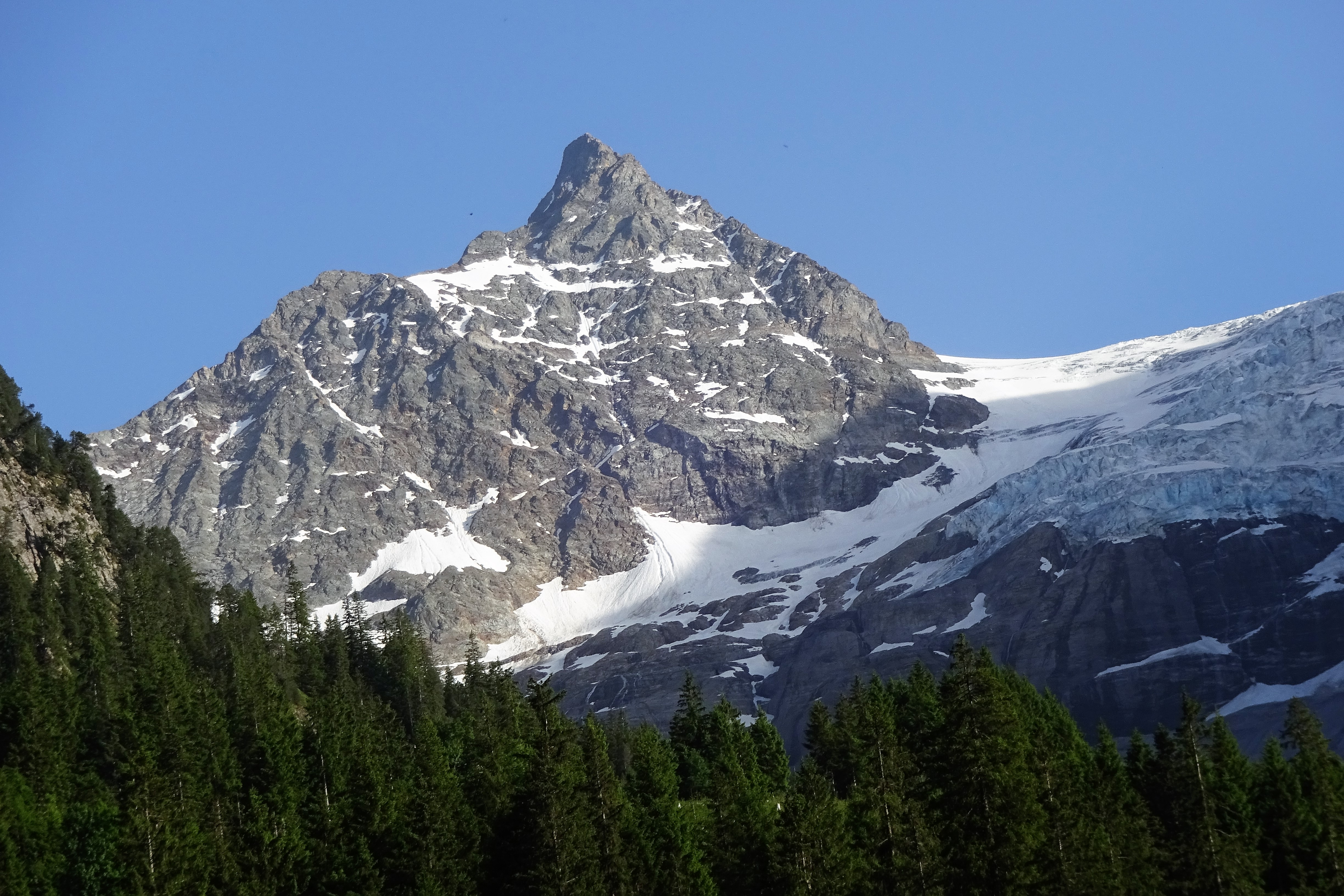
Dossenhorn/Tossen mit Rosenlauigletscher von Nordnordwesten: Nordwestflanke (Dossenwand) & Nordgrat (Dossengrat)

Es gibt viele Wanderrouten, wie der Bergahornweg und die Rundwanderung zum Kaltenbrunner Hochmoor, dem höchstgelegenen Moor Europas.
Es ist Namensgeber und Ausbildungsort für das von Arnold Glatthard gegründete Bergsteigerinstitut Rosenlaui (heute Bergsteigerschule Rosenlaui), die erste Bergsteigerschule der Schweiz. Hier wurden ab 1954 indische und nepalesische Sherpas zu Bergführern ausgebildet, darunter auch Mount Everest Erstbesteiger Tenzing Norgay.